# Senné (Banská Bystrica)
|  | No s'ha de confondre amb Senné (Košice). |

Senné és un poble i municipi d'Eslovàquia. Es troba a la regió de Banská Bystrica.

## Història
La primera menció escrita de la vila es remunta al 1249.

## Demografia
| Godina             | 1994 | 2004   | 2014   | 2024    |
| ------------------ | ---- | ------ | ------ | ------- |
| Nombre de persones | 240  | 231    | 229    | 194     |
| Diferència         |      | −3,75% | −0,86% | −15,28% |

| Godina             | 2023 | 2024   |
| ------------------ | ---- | ------ |
| Nombre de persones | 190  | 194    |
| Diferència         |      | +2,10% |